# Ignace Cotolendi
Ignace Cotolendi (Brignoles, 23 mars 1630 - Machilipatnam, 16 août 1662), est un religieux et l'un des fondateurs des Missions étrangères de Paris, qui fut missionnaire dans la région de Nankin.

## Biographie
D'abord curé à l'église de la Madeleine à Aix-en-Provence. Après avoir fait ses études au collège Bourbon d'Aix, dirigé par les Jésuites, il voulait entrer dans cet Ordre, mais la faiblesse de sa santé y fait obstacle. Il commence ses études théologiques à La Sorbonne, puis vient les terminer à Aix.
Ordonné prêtre en mars 1653, il est nommé, à vingt-trois ans, curé de la paroisse de La Madeleine, où il exerce son ministère durant six ans.
Comme une mission s'organisait pour la Chine, il demande à y être admis avec l'accord de son évêque, Mgr Girolamo Grimaldi-Cavalleroni, archevêque d'Aix. Non seulement il est agréé, mais il est nommé vicaire apostolique de Nankin le 29 septembre 1659 avec les titres d'évêque in partibus de Métellopolis (de), administrateur de la Chine occidentale, de la Tartarie et de la Corée. Il est sacré évêque le 7 novembre 1660, par l'archevêque de Rouen, François de Harlay.
Il s'embarque à Marseille, le 3 septembre 1661, accompagné d'un autre Aixois, Jean-François de Fortis. Au cours de son voyage, tantôt par mer, tantôt par terre, il meurt à Mazulipatam, le 16 août 1662, dans sa trente-troisième année, à Palacol, près de Machilipatnam. Son compagnon, de Fortis, meurt au mois de décembre de l'année suivante.